# STS-51-B
STS-51-Bは、アメリカ航空宇宙局(NASA)のスペースシャトル計画の17回目の飛行であり、チャレンジャーにとって7回目の飛行である。1985年4月29日のチャレンジャーの打上げは、打上げ作業管理上の不具合のため、2分18秒遅れた。チャレンジャーは、当初STS-51-Eのミッションで用いられる予定で発射台に運ばれたが、TDRS-B衛星のタイミングの問題が発生し、戻された。STS-51-Eが中止になると、チャレンジャーはSTS-51-Bのペイロードを積み直した。シャトルは、1週間のミッションの後、1985年5月6日に帰還した。

## 乗組員
- 船長 - ロバート・オーバーマイヤー（英語版）  (2)
- 操縦手 - フレデリック・グレゴリー (1)
- ミッションスペシャリスト1 - ドン・リンド（英語版） (1)
- ミッションスペシャリスト2 - ノーマン・サガード (2)
- ミッションスペシャリスト3 - ウィリアム・ソーントン（英語版） (2)
- ペイロードスペシャリスト1 - ロデウェイク・ファン・デン・バーグ（英語版） (1)
- ペイロードスペシャリスト2 - 王赣骏（英語版） (1)

### バックアップ
- ペイロードスペシャリスト1 - マリー・ジョンストン
- ペイロードスペシャリスト2 - ユージン・トリン

## ミッションの概要
チャレンジャーは、1985年4月29日午後0時2分(EDT)にケネディ宇宙センターの第39発射施設Aから打ち上げられた。乗組員は、船長のロバート・オーバーマイヤー、操縦手のフレデリック・グレゴリー、ミッションスペシャリストのドン・リンド、ノーマン・サガード、ウィリアム・ソーントン、そしてペイロードスペシャリストのロデウェイク・ファン・デン・バーグ、王?駿であった。以前のスペースラブのミッション(STS-9)と同様に、乗組員は12時間毎のシフトの2組に分かれ、オーバーマイヤー、リンド、ソーントン、王はゴールドチーム、グレゴリー、サガード、ファン・デン・バーグがシルバーチームとなった。
STS-51-Bは、欧州宇宙機関のスペースラブの2回目の飛行であり、スペースラブモジュールが完全な形態となって初めてのミッションとなった。スペースラブでは、複数の微小重力実験が可能であることが示された。オービタの高度は非常に安定で、デリケートな材料実験や流体力学の実験を行うことができた。乗組員は、12時間毎のシフトで運営を行った。2匹のリスザルと24匹のラットが檻に入れられて宇宙を飛び、これはアメリカ合衆国にとって、ヒト以外の哺乳類をスペースシャトルに乗せた2回目の飛行となった。軌道上の乗組員は、ジョンソン宇宙センターに置かれた管制センターから24時間のサポートを受けた。
このミッションで、スペースラブでは15個の実験が行われ、そのうち14個は成功した。2つのGetaway Special実験では、この計画で初めて、キャニスターから放出される必要があった。これらは、NUSAT(Northern Utah Satellite)とGLOMR(Global Low Orbiting Message Relay Satellite)であり、NUSATの放出には成功したが、GLOMRは放出されず、そのまま地球に帰還した。
チャレンジャーは、1985年5月6日午後0時11分に、7日間と8分46秒のミッションを終え、無事エドワーズ空軍基地に着陸した。

## チャレンジャー号爆発事故との関係
1986年のチャレンジャー号爆発事故の調査に参加した際、オーバーマイヤーは、STS-51-Bの打上げの際にも、事故に繋がったものと同様のOリングの問題が発生していたことを知った。ATKランチ・システムズ・グループの技術者は、このミッションの後、リンデに対し、「あなたたちは死まで0.3秒のところにいた。左側の固体燃料ロケットのOリングには問題が発生していた」と語っていた。